# Associazione Sportiva Roma 2022-2023 (femminile)
Questa voce raccoglie le informazioni riguardanti la squadra femminile dell'Associazione Sportiva Roma nelle competizioni ufficiali della stagione 2022-2023.

## Stagione

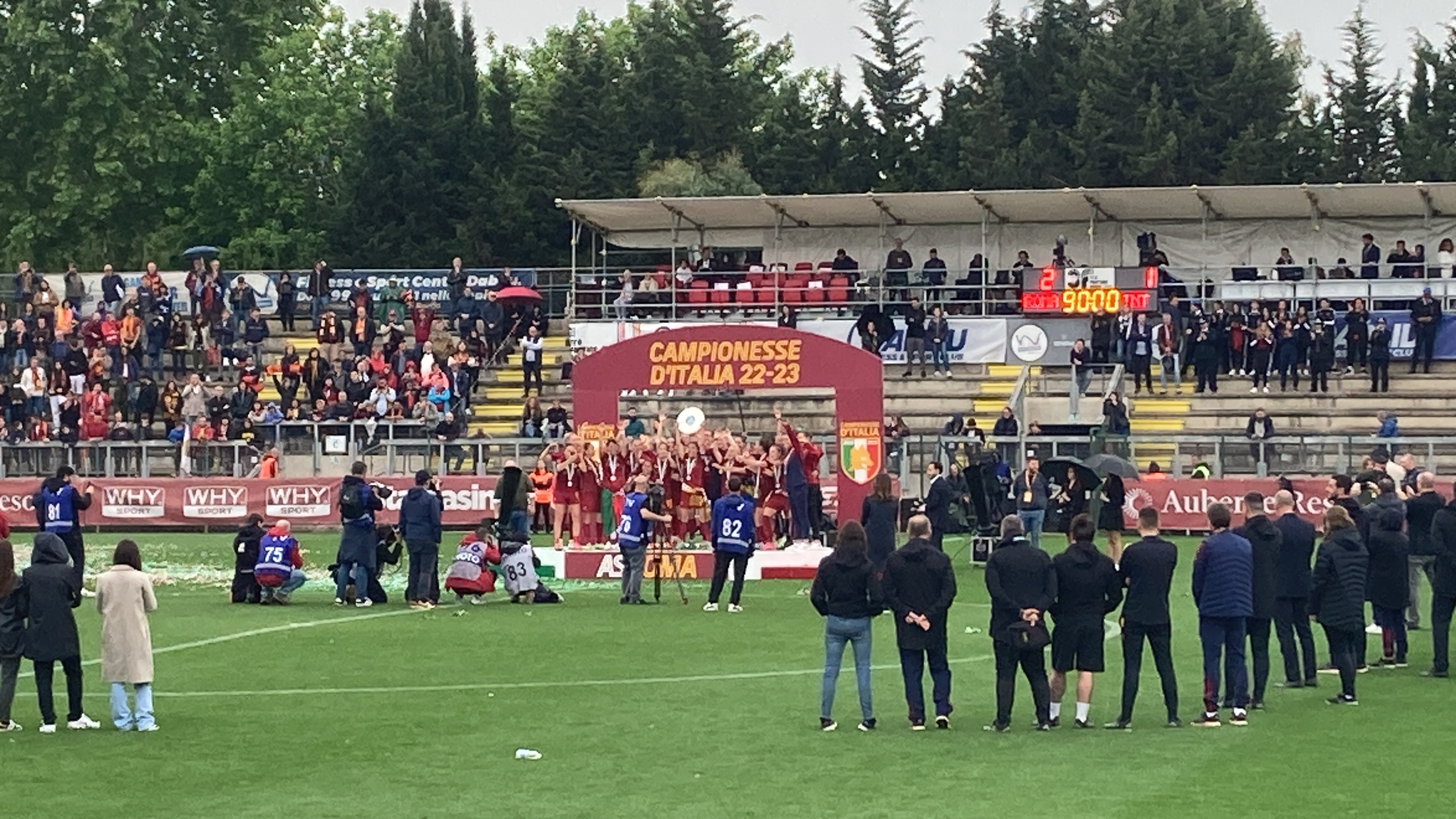
Il momento in cui il capitano Elisa Bartoli, insieme alla squadra, celebrano la vittoria dello scudetto.

Quella del 2022-2023 è la quinta stagione in Serie A femminile della Roma, prima stagione a carattere professionistico nella storia della Serie A. Alla guida tecnica è stato confermato Alessandro Spugna. Questa stagione vede la prima partecipazione della Roma all'UEFA Women's Champions League, partendo dal primo turno preliminare, grazie al secondo posto conquistato al termine della Serie A 2021-2022.
La squadra giallorossa alla 7ª giornata di campionato prende la testa della classifica e vince 11 partite sulle restanti 12, perdendo entrambi gli scontri diretti con la Juventus. Qualificatesi per la poule scudetto da prime in classifica, la Roma, nel mini girone di andata, batte in sequenza la Fiorentina (1-5), il Milan (3-1), l'Inter (1-6) e in rimonta la Juventus (3-2) aumentando il distacco dalle bianconere di 11 punti; il girone di ritorno, la Roma conquista i decisivi tre punti contro la Fiorentina, vincendo 2 a 1, conquistando aritmeticamente il primo scudetto della propria storia.

## Divise e sponsor
| Casa | Trasferta | Terza divisa | 1ª portiere | 2ª portiere |

## Organigramma societario
Di seguito l'organigramma societario.
Area direttiva
- Presidente: Dan Friedkin
- Vicepresidente esecutivo: Ryan Friedkin
- Amministratore delegato: Guido Fienga
- Direttore generale: Tiago Pinto
- Consiglieri: Marcus Watts, Eric Williamson
- Presidente del collegio sindacale: Claudia Cattani
- Comitato nomine e remunerazioni e Comitato per il controllo interno e la gestione dei rischi: Benedetta Navarra, Mirella Pellegrini, Ines Gandini

Area tecnica
- Allenatore: Alessandro Spugna
- Vice allenatore: Leonardo Montesano
- Collaboratore: Riccardo Ciocchetti
- Preparatore portieri: Mauro Patrizi
- Medico sociale: Paola Sbriccoli
- Fisioterapista: Andrea Mangino
- Magazziniere: Stefano Corti
- Team manager: Ilaria Inchingolo
- Segretario: Andrea Rubiolo
- Direttore organizzativo: Carlo Stigliano

## Rosa
Rosa come da sito ufficiale.
| N. |                     | Ruolo | Calciatrice                       |
| -- | ------------------- | ----- | --------------------------------- |
| 1  | Svezia (bandiera)   | P     | Emma Lind                         |
| 2  | Giappone (bandiera) | D     | Moeka Minami                      |
| 3  | Italia (bandiera)   | D     | Lucia Di Guglielmo                |
| 5  | Italia (bandiera)   | C     | Norma Cinotti                     |
| 6  | Svezia (bandiera)   | D     | Elin Landström                    |
| 7  | Brasile (bandiera)  | C     | Andressa Alves                    |
| 9  | Italia (bandiera)   | A     | Valentina Giacinti                |
| 10 | Italia (bandiera)   | C     | Manuela Giugliano (vice capitano) |
| 11 | Norvegia (bandiera) | A     | Emilie Haavi                      |
| 12 | Romania (bandiera)  | P     | Camelia Ceasar                    |
| 13 | Italia (bandiera)   | D     | Elisa Bartoli (capitano)          |
| 14 | Spagna (bandiera)   | C     | Victoria Losada                   |
| 15 | Italia (bandiera)   | A     | Annamaria Serturini               |
| 16 | Italia (bandiera)   | C     | Claudia Ciccotti                  |
| 18 | Italia (bandiera)   | A     | Benedetta Glionna                 |

| N. |                     | Ruolo | Calciatrice              |
| -- | ------------------- | ----- | ------------------------ |
| 19 | Svezia (bandiera)   | A     | Alva Selerud             |
| 20 | Italia (bandiera)   | C     | Giada Greggi             |
| 21 | Slovenia (bandiera) | A     | Nina Kajzba              |
| 22 | Norvegia (bandiera) | A     | Sophie Roman Haug        |
| 23 | Austria (bandiera)  | D     | Carina Wenninger         |
| 24 | Italia (bandiera)   | C     | Anastasia Ferrara        |
| 26 | Norvegia (bandiera) | C     | Mina Schaathun Bergersen |
| 27 | Svezia (bandiera)   | D     | Beata Kollmats           |
| 28 | Italia (bandiera)   | A     | Maria Grazia Petrara     |
| 29 | Spagna (bandiera)   | A     | Paloma Lázaro            |
| 32 | Italia (bandiera)   | D     | Elena Linari             |
| 33 | Slovenia (bandiera) | C     | Zara Kramžar             |
| 59 | Italia (bandiera)   | D     | Emanuela Testa           |
| 87 | Svezia (bandiera)   | P     | Stéphanie Öhrström       |

## Calciomercato

### Sessione estiva
| Acquisti | Acquisti           | Acquisti        | Acquisti      |
| R.       | Nome               | da              | Modalità      |
| -------- | ------------------ | --------------- | ------------- |
| P        | Stéphanie Öhrström | Lazio           | definitivo    |
| D        | Heden Corrado      | Napoli          | fine prestito |
| D        | Martina Di Bari    | Pink Sport Time | definitivo    |
| D        | Elin Landström     | Bayern Monaco   | definitivo    |
| D        | Moeka Minami       | Urawa Reds      | definitivo    |
| D        | Carina Wenninger   | Bayern Monaco   | in prestito   |
| C        | Norma Cinotti      | Empoli          | definitivo    |
| C        | Zara Kramžar       | ŽNK Ljubljana   | definitivo    |
| C        | Emmi Lou McEwen    | Brøndby         | definitivo    |
| C        | Cecilia Prugna     | Empoli          | definitivo    |
| C        | Emma Severini      | Napoli          | fine prestito |
| C        | Chiara Vigliucci   | Lazio           | fine prestito |
| A        | Serena Landa       | Pomigliano      | fine prestito |
| A        | Valentina Giacinti | Milan           | definitivo    |

| Cessioni | Cessioni           | Cessioni        | Cessioni    |
| R.       | Nome               | a               | Modalità    |
| -------- | ------------------ | --------------- | ----------- |
| P        | Rachele Baldi      | Fiorentina      | definitivo  |
| P        | Katia Ghioc        | Ternana         | in prestito |
| D        | Elena Battistini   | Sampdoria       | in prestito |
| D        | Joyce Borini       | Como            | definitivo  |
| D        | Heden Corrado      | ChievoVerona FM | in prestito |
| D        | Martina Di Bari    | Napoli          | in prestito |
| D        | Eleonora Pacioni   | Ternana         | in prestito |
| D        | Tecla Pettenuzzo   | Sampdoria       | in prestito |
| D        | Angelica Soffia    | Milan           | definitivo  |
| C        | Vanessa Bernauer   | Zurigo          | definitivo  |
| C        | Milica Mijatović   | Fiorentina      | definitivo  |
| C        | Cecilia Prugna     | Sampdoria       | in prestito |
| C        | Emma Severini      | Fiorentina      | in prestito |
| C        | Valentina Gallazzi | Pomigliano      | in prestito |
| C        | Chiara Vigliucci   | Ternana         | in prestito |
| A        | Alice Corelli      | Pomigliano      | in prestito |
| A        | Serena Landa       | Napoli          | in prestito |
| A        | Chiara Manca       | Pomigliano      | definitivo  |
| A        | Valeria Pirone     | Parma           | definitivo  |

### Sessione invernale
| Acquisti | Acquisti        | Acquisti        | Acquisti   |
| R.       | Nome            | da              | Modalità   |
| -------- | --------------- | --------------- | ---------- |
| C        | Victoria Losada | Manchester City | definitivo |
| A        | Alva Selerud    | Linköping       | definitivo |

| Cessioni | Cessioni          | Cessioni | Cessioni   |
| R.       | Nome              | a        | Modalità   |
| -------- | ----------------- | -------- | ---------- |
| C        | Anastasia Ferrara | Sassuolo | prestito   |
| A        | Paloma Lázaro     | Parma    | svincolata |

## Risultati

### Serie A

#### Prima fase

##### Girone di andata
| Arbitro: | Scatena (Avezzano) |

|  |           |                           |
|  | Marcatori | 13’ Giacinti 35’ Andressa |

| Arbitro: | Collu (Cagliari) |

|                         |           |  |
| Minami 18’ Giacinti 43’ | Marcatori |  |

| Arbitro: | Tremolada (Monza) |

|             |           |  |
| Cernoia 53’ | Marcatori |  |

| Arbitro: | Pascarella (Nocera Inferiore) |

|                       |           |            |
| Haug 53’ Giacinti 75’ | Marcatori | 28’ Catena |

| Arbitro: | Panettella (Bari) |

|                                           |           |  |
| Haavi 16’, 61’ Haug 29’, 88’ Giacinti 33’ | Marcatori |  |

| Arbitro: | Cherchi (Carbonia) |

|  |           |               |
|  | Marcatori | 90+2’ Bartoli |

| Arbitro: | Delrio (Reggio Emilia) |

|              |           |  |
| Giacinti 72’ | Marcatori |  |

| Arbitro: | Milone (Taurianova) |

|                   |           |                         |
| Ceasar 66’ (aut.) | Marcatori | 44’ Serturini 60’ Haavi |

| Arbitro: | Catanoso (Reggio Calabria) |

|                        |           |  |
| Giugliano 42’ Haug 83’ | Marcatori |  |

##### Girone di ritorno
| Arbitro: | Angelucci (Foligno) |

|                              |           |  |
| Serturini 45’ Giacinti 90+3’ | Marcatori |  |

| Arbitro: | Emmanuele (Pisa) |

|  |           |                    |
|  | Marcatori | 55’, 62’ Giugliano |

| Arbitro: | Maggio (Lodi) |

|                           |           |                                             |
| Serturini 2’ Andressa 49’ | Marcatori | 14’, 67’ Beerensteyn 38’ Girelli 79’ Grosso |

| Arbitro: | Cherchi (Carbonia) |

|            |           |                                                                                 |
| Parisi 48’ | Marcatori | 4’, 74’ Andressa 17’ Greggi 55’ Haavi 85’ Kramžar 90+1’ Cinotti 90+3’ Giugliano |

| Arbitro: | Fiero (Pistoia) |

|                          |           |                                           |
| Martinovic 5’ Bardin 43’ | Marcatori | 8’ Haavi 19’ Giacinti 76’ (rig.) Andressa |

| Arbitro: | Gemelli (Messina) |

|                                                  |           |  |
| Giacinti 3’, 31’ Andressa 26’, 70’ Giugliano 62’ | Marcatori |  |

| Arbitro: | Gandino (Alessandria) |

|  |           |              |
|  | Marcatori | 26’ Andressa |

| Arbitro: | Crezzini (Siena) |

|                                     |           |                          |
| Glionna 25’ Andressa 33’ Greggi 70’ | Marcatori | 47’ Chawinga 72’ Pandini |

| Arbitro: | Maccarini (Arezzo) |

|  |           |             |
|  | Marcatori | 85’ Kramžar |

#### Poule scudetto

##### Girone di andata
| Arbitro: | Cavaliere (Paola) |

|                   |           |                                                           |
| Jóhannsdóttir 51’ | Marcatori | 11’, 28’ Giacinti 21’ Giugliano 47’ Wenninger 77’ Glionna |

| 25-26 marzo 2023 2ª giornata |  | – Turno di riposo |  |  |

| Arbitro: | Arena (Torre del Greco) |

|                                 |           |               |
| Linari 8’ Glionna 50’ Haavi 59’ | Marcatori | 42’ Vigilucci |

| Arbitro: | Collu (Cagliari) |

|              |           |                                                             |
| Chawinga 81’ | Marcatori | 13’, 24’ Haavi 28’, 36’ Glionna 45+1’ Giacinti 60’ Andressa |

| Arbitro: | Galipò (Firenze) |

|                                    |           |                                |
| Andressa 16’ Giacinti 60’ Haug 86’ | Marcatori | 14’ Bonansea 25’ (rig.) Caruso |

##### Girone di ritorno
| Arbitro: | Calzavara (Varese) |

|                        |           |               |
| Greggi 11’ Bartoli 63’ | Marcatori | 53’ Mijatović |

| 6-7 maggio 2023 7ª giornata |  | – Turno di riposo |  |  |

| Arbitro: | Iannello (Messina) |

|                         |           |                                   |
| Soffia 38’ Piemonte 57’ | Marcatori | 67’ Cinotti 90+3’ (rig.) Andressa |

| Arbitro: | Di Cicco (Lanciano) |

|                        |           |              |
| Bartoli 73’ Haug 90+4’ | Marcatori | 63’ Chawinga |

| Arbitro: | Andreano (Prato) |

|                                                                    |           |                     |
| Nyström 16’ Girelli 22’ Cernoia 40’ Cantore 54’ Junge Pedersen 79’ | Marcatori | 70’ Minami 75’ Haug |

### Coppa Italia

#### Gironi eliminatori
| Arbitro: | Frizza (Perugia) |

|  |           |                                              |
|  | Marcatori | 22’ Landström 36’ (rig.) Ciccotti 90+3’ Haug |

| Arbitro: | Teghille (Collegno) |

|             |           |           |
| Beccari 40’ | Marcatori | 41’ Haavi |

#### Fase a eliminazione diretta
| Arbitro: | Molinaro (Lamezia Terme) |

|              |           |                                                                             |
| Bragonzi 78’ | Marcatori | 2’ Giugliano 6’, 67’ Glionna 50’ Giacinti 52’, 74’ Kajzba 64’, 73’ Andressa |

| Arbitro: | Mucera (Palermo) |

|                  |           |  |
| Kramžar 21’, 64’ | Marcatori |  |

| Arbitro: | Bordin (Bassano del Grappa) |

|              |           |  |
| Piemonte 42’ | Marcatori |  |

| Arbitro: | Kumara (Verona) |

|                                         |           |              |
| Andressa 41’ Giacinti 63’ Losada 90+11’ | Marcatori | 31’ Piemonte |

| Arbitro: | Delrio (Reggio Emilia) |

|                |           |  |
| Bonansea 90+3’ | Marcatori |  |

### Women's Champions League

#### Qualificazioni
| Arbitro: | Ainara Acevedo |

|                   |           |                             |
| Minami 20’ (aut.) | Marcatori | 12’, 59’ Glionna 81’ Lázaro |

| Arbitro: | Angelika Söder |

|                                  |                      |                                           |
| Thiney Matéo Sarr Greboval Butel | Tiri di rigore 4 – 5 | Giugliano Andressa Serturini Linari Haavi |

| Arbitro: | Justina Lavrenovaitė |

|                   |           |                       |
| L. Martínková 51’ | Marcatori | 78’ Bartoli 90’ Haavi |

| Arbitro: | Jelena Medjedovic |

|                                                 |           |                 |
| Wenninger 35’ Andressa 55’ Minami 70’ Haavi 81’ | Marcatori | 25’ Bertholdová |

#### Fase a gironi
| Arbitro: | Volha Tsiareshka |

|              |           |  |
| Giacinti 62’ | Marcatori |  |

| Arbitro: | Tess Olofsson |

|                                               |           |                                                  |
| Eder 30’ (rig.) Schumacher 46’ Mikolajová 89’ | Marcatori | 75’ Linari 77’ Giacinti 80’ Giugliano 87’ Lázaro |

| Arbitro: | Jelena Ćetković |

|             |           |           |
| Giacinti 3’ | Marcatori | 33’ Pajor |

| Arbitro: | Rebecca Welch |

|                                            |           |                       |
| Pajor 24’, 53’ Jónsdóttir 40’ Lattwein 52’ | Marcatori | 42’ Andressa 76’ Haug |

| Arbitro: | Cheryl Foster |

|                                                   |           |  |
| Serturini 34’ Glionna 82’, 88’ Giugliano 84’, 86’ | Marcatori |  |

| Arbitro: | Lizzy van der Helm |

|  |           |                                      |
|  | Marcatori | 31’ Giacinti 37’ Kollmats 49’ Linari |

#### Fase a eliminazione diretta
| Arbitro: | Iuliana Demetrescu |

|  |           |                |
|  | Marcatori | 34’ Paralluelo |

| Arbitro: | Riem Hussein |

|                                                    |           |               |
| Rolfö 11’, 45+2’ León 33’ Oshoala 46’ Guijarro 53’ | Marcatori | 58’ Serturini |

### Supercoppa italiana
| Arbitro: | Marotta (Sapri) |

|                                          |                      |                                       |
| Boattin 60’                              | Marcatori            | 19’ Giacinti                          |
| Boattin Sembrant Girelli Cernoia Cantore | Tiri di rigore 3 – 4 | Giugliano Linari Glionna Lázaro Haavi |

## Statistiche

### Statistiche di squadra
| Competizione                  | Punti | In casa | In casa | In casa | In casa | In casa | In casa | In trasferta | In trasferta | In trasferta | In trasferta | In trasferta | In trasferta | Totale | Totale | Totale | Totale | Totale | Totale | DR  |
| Competizione                  | Punti | G       | V       | N       | P       | Gf      | Gs      | G            | V            | N            | P            | Gf           | Gs           | G      | V      | N      | P      | Gf     | Gs     | DR  |
| ----------------------------- | ----- | ------- | ------- | ------- | ------- | ------- | ------- | ------------ | ------------ | ------------ | ------------ | ------------ | ------------ | ------ | ------ | ------ | ------ | ------ | ------ | --- |
| Serie A                       | 67    | 13      | 12      | 0       | 1       | 34      | 12      | 13           | 10           | 1            | 2            | 34           | 14           | 26     | 22     | 1      | 3      | 68     | 26     | +42 |
| Coppa Italia                  | -     | 2       | 2       | 0       | 0       | 5       | 1       | 4            | 2            | 1            | 1            | 12           | 3            | 7      | 4      | 1      | 2      | 17     | 5      | +12 |
| UEFA Women's Champions League | -     | 5       | 3       | 1       | 1       | 11      | 3       | 5            | 3            | 0            | 2            | 12           | 13           | 12     | 7      | 2      | 3      | 26     | 17     | +9  |
| Supercoppa italiana           | -     | 0       | 0       | 0       | 0       | 0       | 0       | 0            | 0            | 0            | 0            | 0            | 0            | 1      | 0      | 1      | 0      | 1      | 1      | 0   |
| Totale                        | -     | 20      | 17      | 1       | 2       | 50      | 16      | 22           | 15           | 2            | 5            | 58           | 30           | 46     | 33     | 5      | 8      | 112    | 49     | +53 |

### Andamento in campionato
| Giornata  | 1 | 2 | 3 | 4 | 5 | 6 | 7 | 8 | 9 | 10 | 11 | 12 | 13 | 14 | 15 | 16 | 17 | 18 | 19 | 20 | 21 | 22 | 23 | 24 | 25 | 26 | 27 | 28 |
| --------- | - | - | - | - | - | - | - | - | - | -- | -- | -- | -- | -- | -- | -- | -- | -- | -- | -- | -- | -- | -- | -- | -- | -- | -- | -- |
| Luogo     | T | C | T | C | C | T | C | T | C | C  | T  | C  | T  | T  | C  | T  | C  | T  | T  | R  | C  | T  | C  | C  | R  | T  | C  | T  |
| Risultato | V | V | P | V | V | V | V | V | V | V  | V  | P  | V  | V  | V  | V  | V  | V  | V  | -  | V  | V  | V  | V  | -  | N  | V  | P  |
| Posizione | 1 | 1 | 5 | 2 | 2 | 2 | 1 | 1 | 1 | 1  | 1  | 1  | 1  | 1  | 1  | 1  | 1  | 1  | 1  | 1  | 1  | 1  | 1  | 1  | 1  | 1  | 1  | 1  |

Legenda:

Luogo: C = Casa; T = Trasferta. Risultato: V = Vittoria; N = Pareggio; P = Sconfitta.

### Statistiche delle giocatrici
| Giocatore              | Serie A  | Serie A | Serie A     | Serie A    | Coppa Italia | Coppa Italia | Coppa Italia | Coppa Italia | Supercoppa italiana | Supercoppa italiana | Supercoppa italiana | Supercoppa italiana | UEFA Champions League | UEFA Champions League | UEFA Champions League | UEFA Champions League | Totale   | Totale | Totale      | Totale     |
| Giocatore              | Presenze | Reti    | Ammonizioni | Espulsioni | Presenze     | Reti         | Ammonizioni  | Espulsioni   | Presenze            | Reti                | Ammonizioni         | Espulsioni          | Presenze              | Reti                  | Ammonizioni           | Espulsioni            | Presenze | Reti   | Ammonizioni | Espulsioni |
| ---------------------- | -------- | ------- | ----------- | ---------- | ------------ | ------------ | ------------ | ------------ | ------------------- | ------------------- | ------------------- | ------------------- | --------------------- | --------------------- | --------------------- | --------------------- | -------- | ------ | ----------- | ---------- |
| A. Andressa            | 23       | 12      | 3           | 0          | 5            | 3            | 0            | 0            | 1                   | 0                   | 1                   | 0                   | 11                    | 2                     | 1                     | 0                     | 40       | 17     | 5           | 0          |
| E. Bartoli             | 18       | 3       | 1           | 0          | 4            | 0            | 1            | 0            | 1                   | 0                   | 0                   | 0                   | 11                    | 1                     | 1                     | 0                     | 34       | 4      | 3           | 0          |
| C. Ceasar              | 18       | -18     | 0           | 0          | 2            | -2           | 0            | 0            | 1                   | -1                  | 0                   | 0                   | 11                    | -16                   | 0                     | 0                     | 32       | -37    | 0           | 0          |
| C. Ciccotti            | 13       | 0       | 1           | 0          | 4            | 1            | 0            | 0            | 1                   | 0                   | 0                   | 0                   | 5                     | 0                     | 0                     | 0                     | 23       | 1      | 1           | 0          |
| N. Cinotti             | 19       | 2       | 4           | 0          | 2            | 0            | 0            | 0            | 0                   | 0                   | 0                   | 0                   | 4                     | 0                     | 1                     | 0                     | 25       | 2      | 5           | 0          |
| L. Di Guglielmo        | 10       | 0       | 0           | 0          | 2            | 0            | 0            | 0            | -                   | -                   | -                   | -                   | 4                     | 0                     | 1                     | 0                     | 16       | 0      | 1           | 0          |
| A. Ferrara             | 0        | 0       | 0           | 0          | 2            | 0            | 0            | 0            | 0                   | 0                   | 0                   | 0                   | 1                     | 0                     | 0                     | 0                     | 3        | 0      | 0           | 0          |
| V. Giacinti            | 25       | 13      | 3           | 0          | 5            | 2            | 0            | 0            | 1                   | 1                   | 0                   | 0                   | 12                    | 4                     | 2                     | 0                     | 43       | 20     | 5           | 0          |
| M. Giugliano           | 23       | 6       | 5           | 1          | 5            | 1            | 1            | 0            | 1                   | 0                   | 0                   | 0                   | 12                    | 3                     | 2                     | 0                     | 41       | 10     | 8           | 1          |
| B. Glionna             | 25       | 5       | 0           | 0          | 7            | 2            | 0            | 0            | 1                   | 0                   | 0                   | 0                   | 11                    | 4                     | 1                     | 0                     | 44       | 11     | 1           | 0          |
| G. Greggi              | 25       | 3       | 2           | 0          | 4            | 0            | 1            | 0            | 1                   | 0                   | 0                   | 0                   | 11                    | 0                     | 0                     | 0                     | 41       | 3      | 3           | 0          |
| E. Haavi               | 25       | 8       | 1           | 0          | 4            | 1            | 0            | 0            | 1                   | 0                   | 0                   | 0                   | 12                    | 2                     | 1                     | 0                     | 42       | 11     | 2           | 0          |
| S. Haug                | 18       | 7       | 1           | 0          | 3            | 1            | 0            | 0            | 1                   | 0                   | 0                   | 0                   | 9                     | 1                     | 1                     | 0                     | 31       | 9      | 2           | 0          |
| N. Kajzba              | 0        | 0       | 0           | 0          | 3            | 2            | 0            | 0            | -                   | -                   | -                   | -                   | 1                     | 0                     | 0                     | 0                     | 4        | 2      | 0           | 0          |
| B. Kollmats            | 8        | 0       | 0           | 0          | 3            | 0            | 0            | 0            | 0                   | 0                   | 0                   | 0                   | 2                     | 1                     | 0                     | 0                     | 13       | 1      | 0           | 0          |
| Z. Kramžar             | 12       | 2       | 1           | 0          | 4            | 2            | 0            | 0            | -                   | -                   | -                   | -                   | 3                     | 0                     | 0                     | 0                     | 19       | 4      | 1           | 0          |
| E. Landström           | 10       | 0       | 0           | 0          | 3            | 1            | 0            | 0            | 0                   | 0                   | 0                   | 0                   | 3                     | 0                     | 0                     | 0                     | 16       | 1      | 0           | 0          |
| P. Lázaro              | 9        | 0       | 0           | 0          | 1            | 0            | 0            | 0            | 1                   | 0                   | 1                   | 0                   | 9                     | 2                     | 2                     | 0                     | 20       | 2      | 3           | 0          |
| E. Linari              | 20       | 1       | 2           | 0          | 7            | 0            | 1            | 0            | 1                   | 0                   | 0                   | 0                   | 10                    | 2                     | 1                     | 0                     | 38       | 3      | 4           | 0          |
| E. Lind                | 6        | -1      | 0           | 0          | 2            | -2           | 0            | 0            | 0                   | 0                   | 0                   | 0                   | 1                     | -1                    | 0                     | 0                     | 9        | -4     | 0           | 0          |
| V. Losada              | 6        | 0       | 0           | 0          | 4            | 1            | 0            | 0            | -                   | -                   | -                   | -                   | 2                     | 0                     | 0                     | 0                     | 12       | 1      | 0           | 0          |
| M. Minami              | 25       | 2       | 1           | 0          | 6            | 0            | 0            | 0            | 1                   | 0                   | 1                   | 0                   | 11                    | 1                     | 0                     | 0                     | 43       | 3      | 2           | 0          |
| S. Öhrström            | 2        | -7      | 1           | 0          | 3            | -1           | 0            | 0            | -                   | -                   | -                   | -                   | 0                     | 0                     | 0                     | 0                     | 5        | -8     | 1           | 0          |
| M.G. Petrara           | 1        | 0       | 0           | 0          | 2            | 0            | 0            | 0            | -                   | -                   | -                   | -                   | 0                     | 0                     | 0                     | 0                     | 3        | 0      | 0           | 0          |
| M. Schaathun Bergersen | 2        | 0       | 0           | 0          | 2            | 0            | 0            | 0            | -                   | -                   | -                   | -                   | 0                     | 0                     | 0                     | 0                     | 4        | 0      | 0           | 0          |
| A. Selerud             | 6        | 0       | 0           | 0          | 2            | 0            | 0            | 0            | -                   | -                   | -                   | -                   | 0                     | 0                     | 0                     | 0                     | 8        | 0      | 0           | 0          |
| A. Serturini           | 23       | 3       | 1           | 0          | 6            | 0            | 0            | 0            | 1                   | 0                   | 0                   | 0                   | 10                    | 2                     | 0                     | 0                     | 40       | 5      | 1           | 0          |
| E. Testa               | 1        | 0       | 0           | 0          | -            | -            | -            | -            | -                   | -                   | -                   | -                   | -                     | -                     | -                     | -                     | 1        | 0      | 0           | 0          |
| C. Wenninger           | 21       | 1       | 2           | 0          | 5            | 0            | 1            | 0            | 1                   | 0                   | 1                   | 0                   | 9                     | 1                     | 0                     | 0                     | 36       | 2      | 4           | 0          |